# Evi Maltagliati
Evi Maltagliati (11 de agosto de 1908 – 27 de abril de 1986) fue una actriz teatral, cinematográfica y televisiva de nacionalidad italiana.

## Biografía
Nacida en Florencia, Italia, su nombre completo era Evelina Maltagliati. Inició su carrera artística a los quince años de edad, trabajando como actriz teatral para la compañía de Dina Galli-Amerigo Guasti. Dotada de un gran temperamento dramático, se caracterizó por su eclecticismo, trabajando con los más importantes artistas teatrales, desde Maria Melato a Max Reinhardt. La consagración ante la crítica llegó en 1933 con el papel de Titania en la puesta en escena dirigida por Reinhardt de la obra de William Shakespeare El sueño de una noche de verano, la cual se representó en el Jardín de Bóboli. Más adelante trabajó como actriz teatral junto a actores de la talla de Eduardo De Filippo, Gino Cervi, Vittorio Gassman, Nino Manfredi y Sergio Tofano, entre otros.
Aunque no se prodigó en el cine, fue una actriz muy activa en la televisión, tanto en producciones dramáticas como en series, ocupándose también de tareas de doblaje.
Evi Maltagliati falleció en Roma, Italia, en 1986. Había estado casada con el comediante Eugenio Cappabianca.

## Filmografía
| - La fanciulla dell'altro mondo, de Gennaro Righelli (1934) - Aldebaran, de Alessandro Blasetti (1935) - I due sergenti, de Enrico Guazzoni (1936) - Jeanne Doré, de Mario Bonnard (1938) - Inventiamo l'amore, de Camillo Mastrocinque (1938) - Io, suo padre, de Mario Bonnard (1939) - Il socio invisibile, de Roberto Roberti (1939) - Scandalo per bene, de Esodo Pratelli y Silvano Balboni (1940) - Piccolo re, de Redo Romagnoli (1940) - I promessi sposi, de Mario Camerini (1941) - Sissignora, de Ferdinando Maria Poggioli (1942) - Il nemico, de Guglielmo Giannini (1942) - Monte Miracolo, de Luis Trenker (1942) - Quartieri alti, de Mario Soldati (1943) - Fiamme sul mare, de Vittorio Cottafavi (1947) - Daniele Cortis, de Mario Soldati (1947) - La sepolta viva, de Guido Brignone (1949) - La voce del sangue, de Pino Mercanti (1952) - Noi peccatori, de Guido Brignone (1952) - I vinti, de Michelangelo Antonioni (1953) - Ultima illusione, de Vittorio Duse (1954) | - Ulises, de Mario Camerini (1955) - Donne sole, de Vittorio Sala (1955) - Il padrone delle ferriere, de Anton Giulio Majano (1959) - Sergente d'ispezione, de Roberto Savarese (1959) - Madri pericolose, de Domenico Paolella (1959) - Il peccato degli anni verdi, de Leopoldo Trieste (1960) - La tragica notte di Assisi, de Raffaello Pacini (1960) - Solimano il conquistatore, de Mario Tota (1961) - Lo scorpione, de Serge Hanin (1962) - La monaca di Monza, de Carmine Gallone (1962) - Venere imperiale, de Jean Delannoy (1963) - L'incendio di Roma, de Guido Malatesta (1965) - La notte pazza del conigliaccio, de Alfredo Angeli (1967) - Il padre di famiglia, de Nanni Loy (1968) - Infanzia, vocazione e prime esperienze di Giacomo Casanova, veneziano, de Luigi Comencini (1969) - Comma 22, de Mike Nichols (1970) - Roma bene, de Carlo Lizzani (1971) - Esa clase de amor, de Alberto Bevilacqua (1972) - El affaire Dominici, de Claude Bernard Aubert (1973) |

## Radio
- L'aquila a due teste, de Jean Cocteau, con Carlo D'Angelo, Adriana Parrella, Ivo Garrani y Aldo Silvani ; dirección de Guglielmo Morandi, 19 de octubre de 1953.
- L'ultima stanza, de Graham Greene, con Roldano Lupi, Mila Vannucci, Teresa Browne y Teresa Franchini; dirección de Orazio Costa, 16 de junio de 1963.

## Televisión
- Il romanzo di un giovane povero (1957)
- Umiliati e offesi, de Vittorio Cottafavi (1958)
- Le avventure della signora Nickleby (1958)
- Regia in famiglia, con Laura Rizzoli, Warner Bentivegna, Luisa Rossi y Armando Francioli; dirección de Marcello Saltarelli, 18 de octubre de 1961.
- Un'ombra su Maigret, serie Le inchieste del commissario Maigret (1965)
- La figlia del capitano (1965)
- Vita di Cavour, de Piero Schivazappa (1967)
- I Buddenbrook (1971)